# Hieracium graciliusculum
Hieracium graciliusculum es una especie de planta con flor del género Hieracium, de la familia Asteraceae, orden Asterales.

## Distribución
Hieracium graciliusculum se distribuye por Noruega.

## Taxonomía
Fue descrita científicamente por (Zahn) Omang.